# Rosetta Pampanini
Rosetta Pampanini (née le 2 septembre 1896 à Milan – morte le 2 août 1973 à Corbola) est une chanteuse lyrique italienne, soprano.
Elle est surtout connue pour son rôle de Madame Butterfly sous la direction d'Arturo Toscanini à la Scala dans les années 1930 et pour son interprétation de Mimì dans La Bohème, deux opéras de Giacomo Puccini.